# 恩澤雷科雷省
恩澤雷科雷省是西非國家畿內亞的33個省之一，位於該國東南部，由恩澤雷科雷大區負責管轄，首府設於恩澤雷科雷，北臨貝拉省，東接洛拉省，南毗利比里亞和約穆省，西鄰馬桑塔省，面積4,625平方公里，人口約278,000。